# Ottenhöfen im Schwarzwald
Ottenhöfen ist eine Gemeinde und ein anerkannter Luftkurort im Ortenaukreis in Baden-Württemberg.

## Geographie

### Geographische Lage
Das Zehn-Täler-Dorf Ottenhöfen im Schwarzwald liegt im Achertal zwischen Schwarzwaldhochstraße und Badischer Weinstraße, 35 Kilometer entfernt von Straßburg/Elsass, Baden-Baden und Freudenstadt. Das Gemeindegebiet erstreckt sich auf 300 bis 1005 Meter Höhe und ist zu mehr als 50 Prozent bewaldet.

### Nachbargemeinden
Die Gemeinde grenzt im Osten an Seebach, im Süden an die Stadt Oppenau und an Lautenbach und im Westen an Kappelrodeck.

### Gemeindegliederung
Zur Gemeinde Ottenhöfen im Schwarzwald mit der ehemals selbstständigen Gemeinde Furschenbach gehören zahlreiche Weiler und so genannte Zinken (Höfe und Häuser). Zur ehemaligen Gemeinde Furschenbach, die 1973 eingemeindet wurde, gehören die Weiler Am Bach, Buchwald und Muttert, die Höfe Am Rain, Günsberg (in amtlichen Karten: Grünsberg) und Sommereck sowie Schroffen.
Zur Gemeinde Ottenhöfen gehören der Kernort Ottenhöfen im Schwarzwald, die Weiler Hagenbruck und In den Höfen (beide mit Ottenhöfen baulich verbunden), die Zinken Blöchereck, Dickteich, Gottschläg, Heidenbach, Kohlstatt, Langeck, die Höfe Blaubronn, Lauenbach, Roos (in amtlichen Karten: Ross), Schloßhof, Simmersbach, Sohlberg (zum Teil zu Lautenbach), Unterwasser, Wolfersbach und Zieselberg, die Wohnplätze Atzelbach, Brach, Bromberg, Edelfrauengrab, Holderbrünnele und Schlitz und der Ort Hubersloch (heutige Straßenbezeichnung Bromberg). Im Gemeindeteil Unterwasser liegen die Weiler Kriesehof und Atzelbach.

## Geschichte

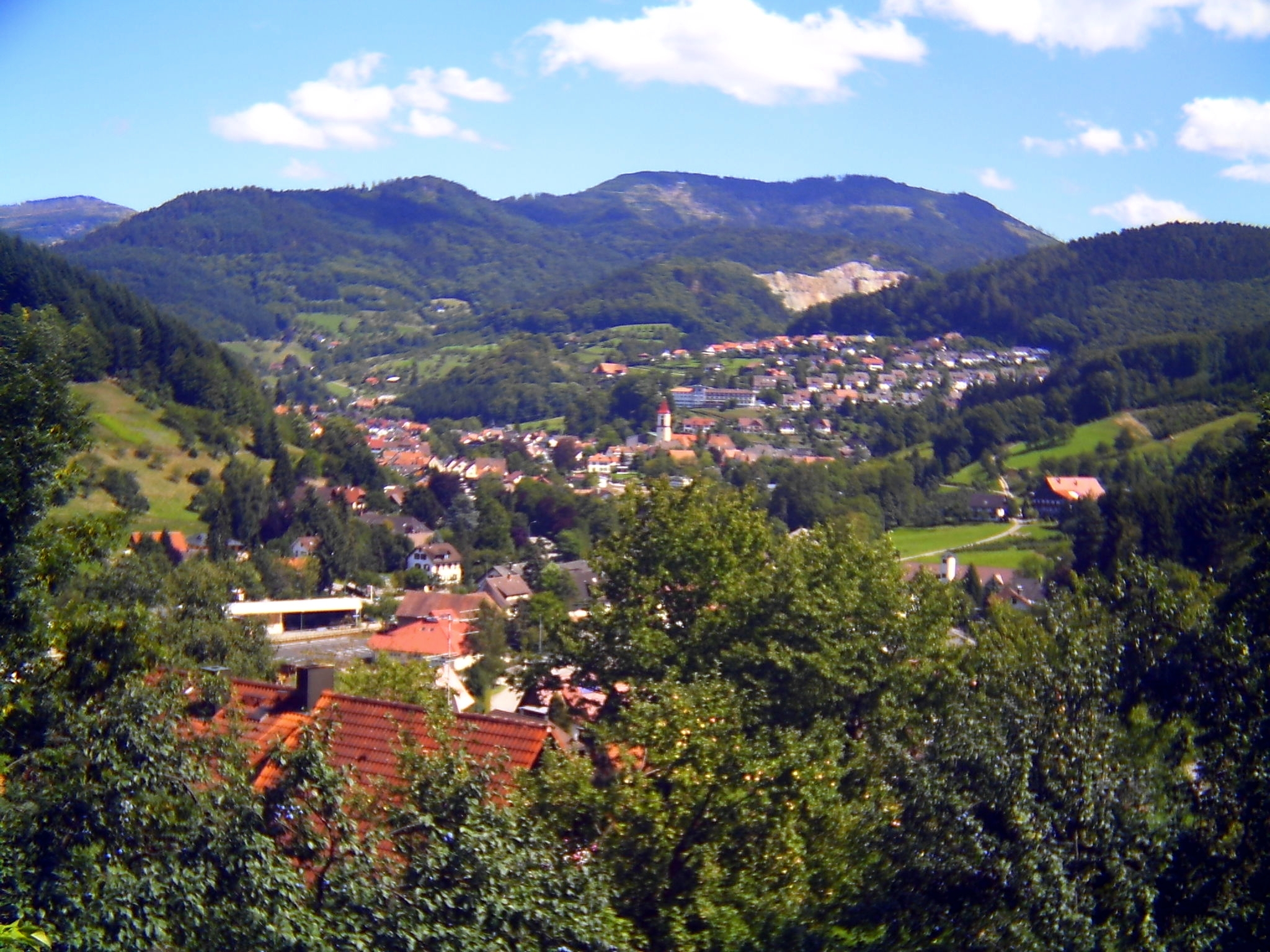
Ottenhöfen

### Ortsgeschichte
Der namensgebende Otto-Hof wurde erstmals 1479 erwähnt. Aber erst 1817 wurde aus der dortigen Ansiedlung eine eigene Gemeinde.
Das Gebiet gehörte seit 1316 zum weltlichen Gebiet der Fürstbischöfe von Straßburg. Neben weiteren Grundbesitzern waren die Rittern von Bosenstein von besonderer Bedeutung, die ihren Grundbesitz jedoch Anfang des 15. Jahrhunderts aus finanziellen Gründen verkaufen mussten. 1795 kam schließlich auch deren Gebiet an das Bistum Straßburg. Aber bereits 1803 fiel Ottenhöfen durch die Säkularisation aufgrund des Reichsdeputationshauptschlusses an das spätere Großherzogtum Baden. Dort gehörte es zunächst zum Amt Achern und seit 1924 zum Landkreis Bühl, der teilweise 1973 im neugebildeten Ortenaukreis aufging. 1898 erhielt Ottenhöfen einen Eisenbahnanschluss.

Furschenbach

### Eingemeindungen
Zum 1. Januar 1973 wurde die Gemeinde Furschenbach eingemeindet.

## Religionen
Obwohl am Gebiet des heutigen Ottenhöfen die Reformation vorbeiging, erhielt der Ort erst 1823 seine erste römisch-katholische Kirche. In den Jahrhunderten zuvor zählte die heutige Gemeinde zunächst zur Pfarrei Oberachern und seit 1447 zu Kappelrodeck bzw. zur Pfarrgemeinde in Waldulm. 1823 wurde dann die Pfarrgemeinde Ottenhöfen gegründet. Aufgrund des Zuzugs von Protestanten und der zunehmenden Zahl von Kurgästen konnte 1936 auch eine evangelische Kirche geweiht werden.

## Politik

### Verwaltungsverband
Die Gemeinde gehört zusammen mit Seebach dem Gemeindeverwaltungsverband Kappelrodeck an; ihm obliegt lediglich die gemeinsame Bauleitplanung (Flächennutzungsplan). Als freiwillige Aufgabe haben die Gemeinden Seebach, Ottenhöfen im Schwarzwald und Kappelrodeck die Aufgaben übernommen, ihre Abwässer über eine gemeinsame Kläranlage in Kappelrodeck zu entsorgen.

### Gemeinderat
Der Gemeinderat in Ottenhöfen im Schwarzwald hat 14 Mitglieder. Der Gemeinderat besteht aus den gewählten ehrenamtlichen Gemeinderäten und dem Bürgermeister als Vorsitzendem. Der Bürgermeister ist im Gemeinderat stimmberechtigt. Die Kommunalwahl am 9. Juni 2024 führte zu folgendem vorläufigen Endergebnis. Die Wahlbeteiligung lag bei 66,18 % (2019: 63,5 %).
| Partei/Liste    | 2024    | 2024   | 2019   | 2019   |
| Partei/Liste    | Anteil  | Sitze  | Anteil | Sitze  |
| --------------- | ------- | ------ | ------ | ------ |
| Freie Wähler    | 56,04 % | 8      | 48,4 % | 7      |
| CDU             | 43,96 % | 6      | 51,6 % | 7      |
| Wahlbeteiligung | 58,7 %  | 58,7 % | 60,3 % | 60,3 % |

### Bürgermeister
- 1817–1823: Joseph Blust
- 1824–1830: Anton Schneider
- 1830–1832: Joseph Hasenfratz
- 1832–1839: Sebastian Bürck
- 1839–1842: Franz Xaver Jülg
- 1842–1849: Sebastian Bürck
- 1849–1851: Johann Georg Bühler
- 1851–1870: Franz Xaver Köninger
- 1870–1874: Bernhard Bürck
- 1874–1892: Franz Xaver Rösch
- 1892–1920: Josef Baßler
- 1920–1933: Wilhelm Bohnert
- 1933–1945: Wilhelm Roth
- 1945–1946: Wilhelm Bohnert
- 1946–1958: Andreas Kimmig
- 1958–1980: Johann Käshammer
- 1980–2011: Dieter Klotz
- 2011–0000: Hans-Jürgen Decker

### Bürgermeister der ehemaligen Gemeinde Furschenbach
- 1817–1819: Joseph Schneider
- 1819–1830: Franz Xaver Blust
- 1831–1837: Joseph Heitzmann
- 1837–1843: Andreas Schneider
- 1844–1846: Joseph Baßler
- 1847–1859: Anton Faist
- 1859–1871: Nikolaus Bohnert
- 1871–1877: Johann Georg Roth
- 1877–1886: Bernhard Roth
- 1887–1893: Josef Bruder
- 1893–1917: Bernhard Roth
- 1919–1920: Josef Roth
- 1921–1933: Friedrich Hund
- 1936–1940: Josef Schneider
- 1945–1946: Rudolf Schmälzle
- 1946–1948: Andreas Herrmann
- 1948–1957: Josef Roth
- 1957–1972: Franz Schneider

### Wappen
Es zeigt ein achtspeichiges goldenes Rad in rotem Wappenschild. Dies ist eine Anspielung auf die vielen Mühlen die in Ottenhöfen zu finden sind.

### Patenschaften
Ein Fahrzeug der Ortenau-S-Bahn trägt den Namen von Ottenhöfen.

## Kultur und Sehenswürdigkeiten

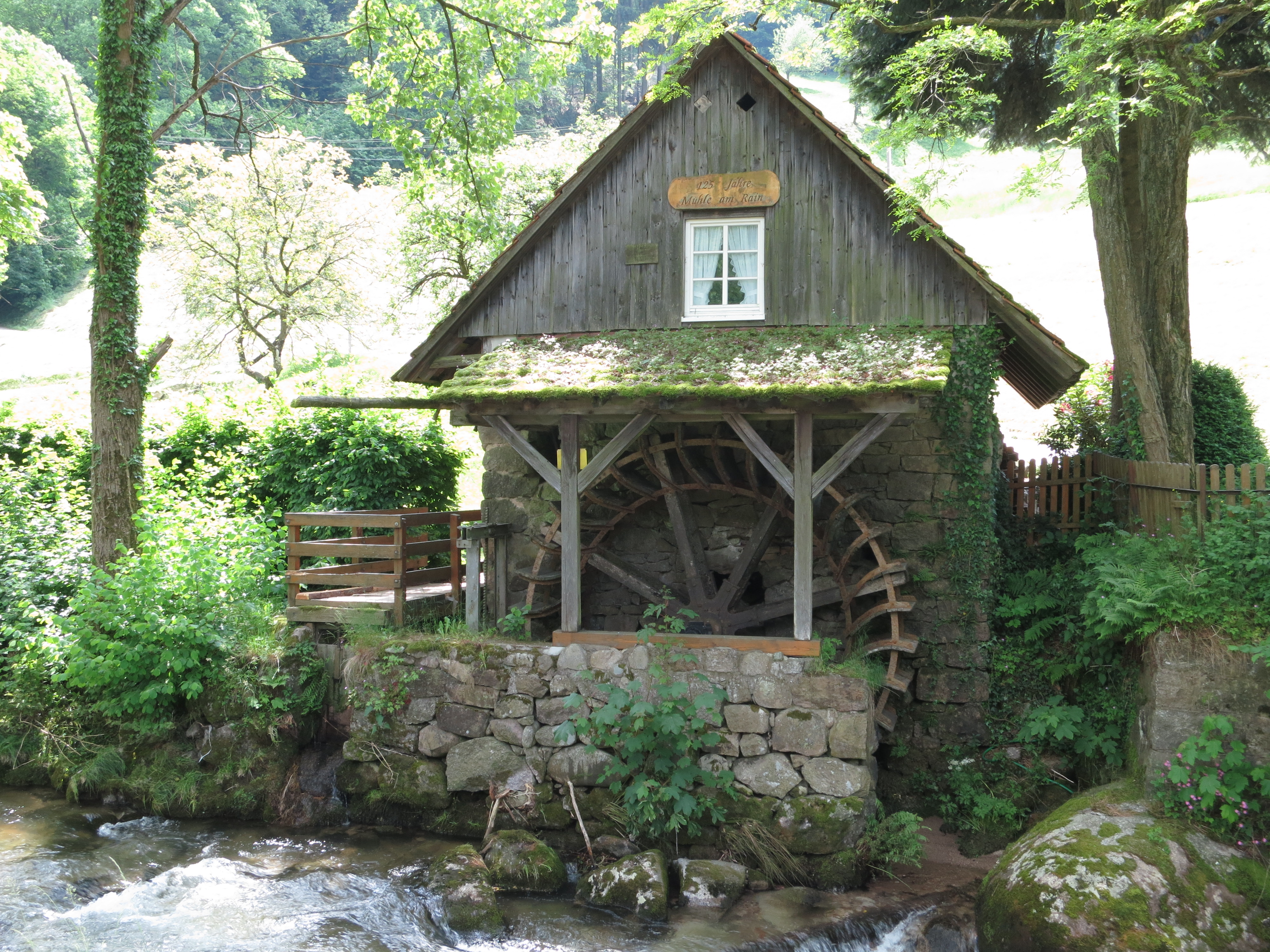
Rainbauern-Mühle am Mühlenweg

Rund um Ottenhöfen kann man den Mühlenweg erwandern. Er führt an mehreren historischen Mühlen vorbei, die auch noch in Betrieb sind. Ottenhöfen hat daher den Namenszusatz Mühlendorf.
Östlich von Ottenhöfen befindet sich der Karlsruher Grat, über den der einzige Klettersteig des Nordschwarzwalds führt. In unmittelbarer Nähe befinden sich die Edelfrauengrab-Wasserfälle. Beide Sehenswürdigkeiten sind durch den Premiumwanderweg Karlsruher Grat mit dem Ort verbunden.

### Museen
Auf der Achertalbahn von Achern nach Ottenhöfen im Schwarzwald verkehrte bis 2013 eine Museumsbahn. Mitte 2014 wurde die dauerhafte Einstellung des Betriebs bekannt. Im Bürgerhaus der Gemeinde (beim Bahnhof) ist im oberen Geschoss ein Museum untergebracht, das einige interessante Objekte aus verschiedenen Jahrhunderten der Gemeindegeschichte zeigt.

### Bauwerke
Die katholische Pfarrkirche St. Anna & St. Bernhard von Baden ist ein moderner Bau von 1962.
Von der ehemaligen Burg Bosenstein, die entscheidend für die Besiedelung im Tal war, sind keine sichtbaren Mauerreste mehr vorhanden. Es wird vermutet, dass unterhalb der Erdoberschicht in tieferen Bereichen noch Grundmauern freigelegt werden können. Das Gelände ist öffentlich nicht zugänglich und befindet sich in Privatbesitz.

### Regelmäßige Veranstaltungen
Neben zahlreichen Vereinsveranstaltungen findet seit Jahrzehnten das Dorfbrunnenfest mit Kurgartenbeleuchtung traditionell immer am letzten Wochenende im Juli statt.

## Wirtschaft und Infrastruktur
Die örtlichen Unternehmen haben sich mit Betrieben aus der Nachbargemeinde Seebach im „Gewerbeverein Ottenhöfen – Seebach e. V.“ zusammengeschlossen.

### Verkehr
1898 wurde die Achertalbahn nach Achern fertiggestellt, die Voraussetzung für den Transport von Stein, Holz und anderen Gütern aus dem Achertal zur Rheintalbahn. Heute wird die Strecke von der Südwestdeutschen Landesverkehrs-AG (SWEG) betrieben.

### Ansässige Unternehmen
Neben zahlreichen mittelständischen Unternehmen, vorwiegend im handwerklichen Bereich, gibt es folgende größere Unternehmungen: Huber-Bau GmbH & Co KG; Achertalklinik für Psychiatrie und Psychotherapie; Horn Otto GmbH Bauunternehmung.

### Bildungseinrichtungen
Mit der Erwin-Schweizer-Schule gibt es in Ottenhöfen eine Grund- und Hauptschule mit Werkrealschule. Die Werkrealschule wurde zum Schuljahr 2010/2011 zusammen mit der Nachbargemeinde Kappelrodeck eingerichtet. Außerdem gibt es je einen Kindergarten in Ottenhöfen und im Ortsteil Furschenbach, die Kinder ab dem zweiten Lebensjahr aufnehmen.

### Justiz
Ottenhöfen gehört zum Bezirk des Amtsgerichts Achern.

### Medien
In Ottenhöfen wurden einige Aufnahmen für die Serie Die Powenzbande gedreht.

### Freizeit- und Sportanlagen
- Für Fußball gibt es einen Kunstrasenplatz.
- Die Schwarzwaldhalle ist multifunktional sportlich nutzbar; der Schwerpunkt liegt auf Handball.
- Mountainbiking-Arena  Hornisgrinde-Ortenau, gepflegt und beschildert durch den Naturpark Schwarzwald Mitte-Nord.

## Persönlichkeiten
- Gert Steinheimer (* 1944 in Ottenhöfen), Filmregisseur und Drehbuchautor